# Großer Preis von Tunesien 1933

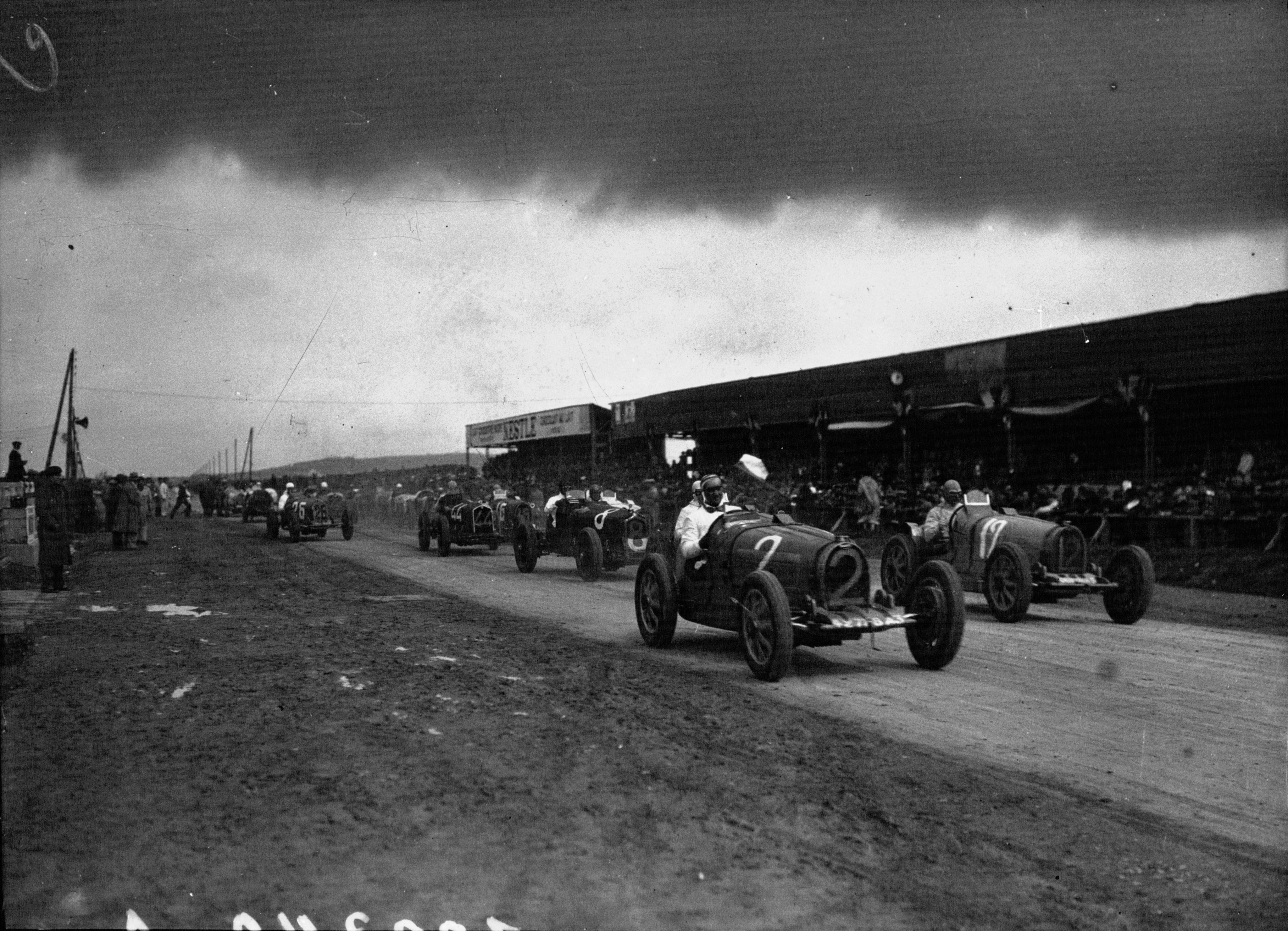
Rennstart

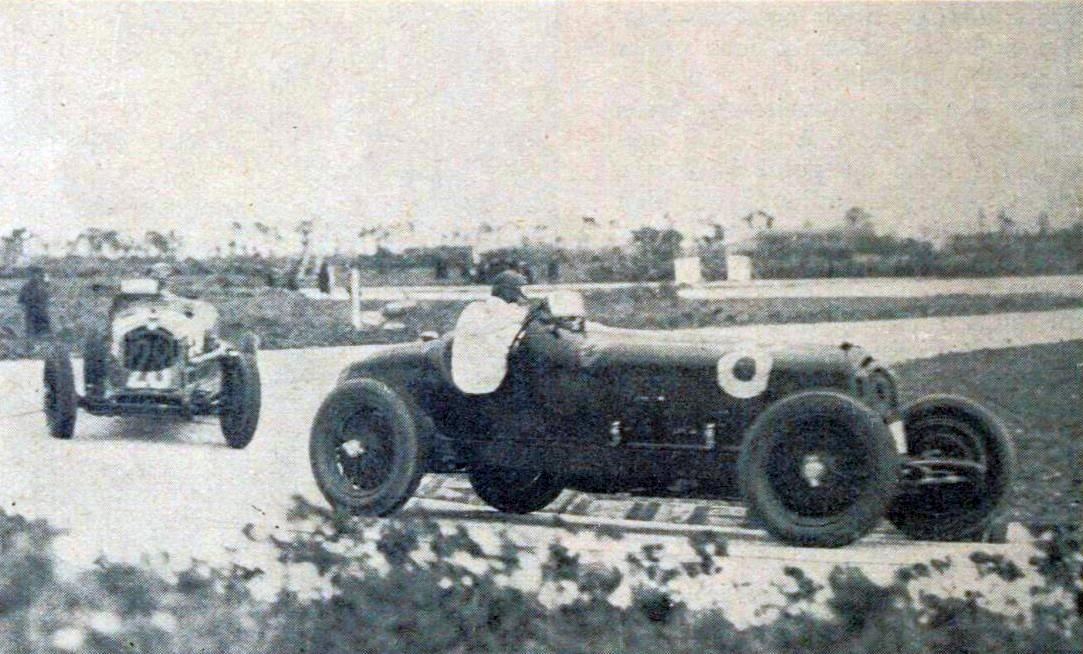
Rennsieger Tazio Nuvolari

Der Grand Prix de Tunisie fand am 29. März auf dem 12,715 km langen Carthage Grand Prix Circuit statt.

## Rennen
Nach dem Grand Prix de Pau machte der Grand-Prix-Tross zum fünften Male Station nahe der antiken Stadt Karthago. Nachdem man 1928 und 1929 das Rennen auf dem Bardo Street Circuit austrug, wurde seit 1931 der Grand Prix de Tunisie auf dem Carthage Grand Prix Circuit gefahren. Neu war dieses Mal allerdings, dass zu diesem Grand Prix ausschließlich Fahrer eingeladen wurden, die auch zum Monaco-Grand-Prix gemeldet waren. Zudem waren hier auch Wagen der Formule Libre am Start und das ohne technischen Veränderungen an den Wagen oder einer getrennten Wertung.
Während in Pau nach nahezu ausschließlich französische Piloten am Start waren, waren in Tunesien auch die favorisierten Italiener, allen voran Tazio Nuvolari gemeldet – dieser schaffte es im Training aber lediglich auf Startplatz 13.
Nachdem Louis Braillard nach dem Start für etwa eine halbe Runde die Führung übernommen hatte, verlor er diese schnell an Baconin Borzacchini. Nach nur zwei Runden setzte sich Tazio Nuvolari an die Spitze und verteidigte diese bis zum Schluss. Doch das Ergebnis war denkwürdig knapp – nach etwa dreieinhalb Stunden Rennzeit trennten den Sieger Novolari und den zweitplatzierten Borzacchini lediglich 0,2 Sekunden.

## Ergebnisse

### Meldeliste
| Team                       | Nr.           | Fahrer                | Chassis          | Motor                         | Reifen |
| -------------------------- | ------------- | --------------------- | ---------------- | ----------------------------- | ------ |
| Frédéric Toselli           | 02            | Frédéric Toselli      | Bugatti T51      | Bugatti 2.3L I8 Kompressor    | M      |
| Frédéric Toselli           | Louis Joly    |                       | Bugatti T51      | Bugatti 2.3L I8 Kompressor    | M      |
| Guy Moll                   | 04            | Guy Moll              | Bugatti T35C     | Bugatti 2.0L I8 Kompressor    | M      |
| László Hartmann            | 06            | László Hartmann       | Bugatti T51      | Bugatti 2.3L I8 Kompressor    |        |
| Scuderia Ferrari           | 08            | Baconin Borzacchini   | Alfa Romeo Monza | Alfa Romeo 2.3L I8 Kompressor | E      |
| Scuderia Ferrari           | 28            | Tazio Nuvolari        | Alfa Romeo Monza | Alfa Romeo 2.3L I8 Kompressor | E      |
| Pietro Ghersi              | 10            | Pietro Ghersi         | Bugatti T51      | Bugatti 2.3L I8 Kompressor    |        |
| Robert Brunet              | 12            | Robert Brunet         | Bugatti T51      | Bugatti 2.3L I8 Kompressor    |        |
| Paul Pietsch               | 14            | Paul Pietsch          | Alfa Romeo Monza | Alfa Romeo 2.3L I8 Kompressor | FU     |
| Stanisław Czaykowski       | 16            | Stanisław Czaykowski  | Bugatti T51C     | Bugatti 2.0L I8 Kompressor    |        |
| Louis Braillard            | 18            | Louis Braillard       | Bugatti T51      | Bugatti 2.3L I8 Kompressor    |        |
| Jean Gaupillat             | 20            | Jean Gaupillat        | Bugatti T51      | Bugatti 2.3L I8 Kompressor    |        |
| Luigi Premoli              | 22            | Luigi Premoli         | BMP Hybrid       | Maserati 3.0L I8 Kompressor   |        |
| Raymond Sommer             | 24            | Raymond Sommer        | Maserati 8CM     | Maserati 3.0L I8 Kompressor   |        |
| Benoît Falchetto           | 26            | Benoît Falchetto      | Bugatti T51      | Bugatti 2.3L I8 Kompressor    |        |
| Equipe Villars-Waldthausen | 30            | Julio Villars         | Alfa Romeo Monza | Alfa Romeo 2.3L I8 Kompressor | MZ     |
| Equipe Villars-Waldthausen | 32            | Horst von Waldthausen | Alfa Romeo Monza | Alfa Romeo 2.3L I8 Kompressor | MZ     |
| Goffredo Zehender          | 34            | Goffredo Zehender     | Maserati 8C 2800 | Maserati 2.8L I8 Kompressor   |        |
| Philippe Étancelin         | 36            | Philippe Étancelin    | Alfa Romeo Monza | Alfa Romeo 2.3L I8 Kompressor |        |
| Automobiles Ettore Bugatti | 38            | Achille Varzi         | Bugatti T51      | Bugatti 2.3L I8 Kompressor    | M      |
| Automobiles Ettore Bugatti | Pierre Veyron |                       | Bugatti T51      | Bugatti 2.3L I8 Kompressor    | M      |
| Marcel Lehoux              | 40            | Marcel Lehoux         | Bugatti T51      | Bugatti 2.3L I8 Kompressor    |        |
| Officine Alfieri Maserati  | 42            | Luigi Fagioli         | Maserati 8C 3000 | Maserati 3.0L I8 Kompressor   |        |
| Juan Zanelli               | 44            | Juan Zanelli          | Alfa Romeo Monza | Alfa Romeo 2.3L I8 Kompressor |        |

### Rennergebnis
| Pos. | Fahrer                      | Konstrukteur | Runden | Stopps | Zeit        | Start | Schnellste Runde | Ausfallgrund                             |
| ---- | --------------------------- | ------------ | ------ | ------ | ----------- | ----- | ---------------- | ---------------------------------------- |
| 01   | Tazio Nuvolari              | Alfa Romeo   | 37     | 1      | 3:29:15,400 | 13    | 5:05,000         |                                          |
| 02   | Baconin Borzacchini         | Alfa Romeo   | 37     | 1      | + 0,200     | 3     |                  |                                          |
| 03   | Goffredo Zehender           | Maserati     | 37     | 1      | + 11:58,000 | 16    |                  |                                          |
| 04   | Horst von Waldthausen       | Alfa Romeo   | 37     | 1      | + 12:01,000 | 15    |                  |                                          |
| 05   | Benoît Falchetto            | Bugatti      | 37     | 1      | + 12:18,600 | 12    |                  |                                          |
| 06   | Frédéric Toselli Louis Joly | Alfa Romeo   | 37     | 1      | + 15:54,200 | 1     |                  |                                          |
| 07   | Paul Pietsch                | Alfa Romeo   | 37     | 1      | + 17:17,200 | 6     |                  |                                          |
| 08   | Juan Zanelli                | Alfa Romeo   | 37     | 1      | + 19:07,200 | 4     |                  |                                          |
| —    | Guy Moll                    | Bugatti      | 36     | 1      | NC          | 2     |                  | kein Treibstoff mehr                     |
| —    | Julio Villars               | Maserati     | 36     | 1      | NC          | 14    |                  | abgewinkt                                |
| —    | Louis Braillard             | Bugatti      | 35     |        | NC          | 8     |                  | abgewinkt                                |
| —    | Philippe Étancelin          | Alfa Romeo   | 21     |        | DNF         | 17    |                  | Achsbruch                                |
| —    | Jean Gaupillat              | Bugatti      | 15     |        | DNF         | 9     |                  | gebrochene Ölwanne                       |
| —    | Robert Brunet               | Bugatti      | 14     |        | DNF         | 5     |                  | kein Öldruck mehr                        |
| —    | Luigi Fagioli               | Maserati     | 12     |        | DNF         | 20    |                  | defekter Magnetzünder                    |
| —    | Achille Varzi               | Bugatti      | 11     |        | DNF         | 18    |                  | defekte Antriebswelle                    |
| —    | Luigi Premoli               | BMP          | 8      |        | DNF         | 10    |                  | Kraftübertragung, zweiter Gang gebrochen |
| —    | Stanisław Czaykowski        | Bugatti      | 6      |        | DNF         | 7     |                  | defekte Ölpumpe                          |
| —    | Marcel Lehoux               | Bugatti      | 6      |        | DNF         | 19    |                  | Ventilschaden                            |
| —    | Raymond Sommer              | Maserati     | 5      |        | DNF         | 11    |                  | defekter Magnetzünder                    |